# Leucauge lombokiana
Leucauge lombokiana là một loài nhện trong họ Tetragnathidae.
Loài này thuộc chi Leucauge. Leucauge lombokiana được Embrik Strand miêu tả năm 1913.